# Je suis un homme
Je suis un homme is een nummer van de Franse zangeres Zazie uit 2007. Het is de tweede single van haar zesde studioalbum Totem.
"Je suis un homme" gaat over een vrouw die zich zorgen maakt over de toestand van de aarde. Ze bekritiseert het menselijk gedrag ten opzichte van de milieuproblematiek en de consumptiemaatschappij. Het nummer werd een grote hit in Franstalig Europa, in zowel Frankrijk als Wallonië bereikte het de 7e positie.

## Tracklijst
- Cd-single

1. "Je suis un homme" - 4:11
2. "Je suis un homme" (video) -  3:46